# Cia Mútua Teatro & Animação
A Companhia Mútua Teatro & Animação foi fundada no município de Joaçaba, no estado de {Santa catarina]], em 3 de março de 1993. Sua atual sede encontra-se na cidade de catarinense de Itajaí.
Trabalha com teatro de formas animadas desde 2002, objetivando disseminar a arte através de uma poética teatral inspirada no lirismo e na simplicidade. dentre suas principais linhas de atuação estão a narrativa cênica, a pantomima e o clown.
Foi contemplada com vários prêmios nacionais com seus espetáculos, participando de diversos festivais nacionais e internacionais em várias cidades do país.[carece de fontes?]

## Integrantes
- Guilherme Peixoto, Mônica Longo, Karla Cabral e Lilian Barbon.